# Nyctiophylax affinis
Nyctiophylax affinis là một loài Trichoptera trong họ Polycentropodidae. Chúng phân bố ở miền Tân bắc.